# Аяччо-7
Аяччо-7 (фр. Ajaccio-7) — упразднённый кантон во Франции, находится в регионе Корсика, департамент Южная Корсика. Входил в состав округа Аяччо.
Код INSEE кантона — 2A73. Всего в кантон Аяччо-7 входило 6 коммун, из них главной коммуной являлась Аяччо.
Население кантона на 2008 год составляло 14 033 человека.
В 2015 году кантон был расформирован, коммуны перешли в кантоны Аяччо-5 и Гранова-Прунелли.

## Коммуны кантона
| Коммуна      | Население, чел. (1999) | Почтовый индекс | Код INSEE |
| ------------ | ---------------------- | --------------- | --------- |
| Алата        | 2 459                  | 20167           | 2A006     |
| Аппьетто     | 1 149                  | 20167           | 2A017     |
| Афа          | 2 055                  | 20167           | 2A001     |
| Аяччо        | 14 033                 | 20000           | 2A004     |
| Бастеликачча | 2 769                  | 20129           | 2A032     |
| Вилланова    | 307                    | 20167           | 2A351     |